# Selección de baloncesto de Perú
La selección de baloncesto de Perú es el equipo formado por jugadores de nacionalidad peruana que representa a la Federación Peruana de Basketball en las competiciones internacionales organizadas por la Federación Internacional de Baloncesto (FIBA) o el Comité Olímpico Internacional (COI): los Juegos Olímpicos, la Copa Mundial de Baloncesto y el Campeonato FIBA Américas.
Perú se unió a la FIBA en 1936 y tiene una de las tradiciones de baloncesto más antiguas del mundo. Su mejor resultado hasta la fecha fue el séptimo puesto en la Copa Mundial FIBA de 1950.
Hasta mediados de los años 70, Perú era una de las fuerzas más importantes del baloncesto de Sudamérica. Fue el segundo mejor contendiente sudamericano en los Juegos Olímpicos de 1936. En los Juegos Olímpicos de 1964, Perú fue el único contendiente que mantuvo a los dominantes Estados Unidos en sólo 60 puntos. Entre 1950 y 1967, Perú clasificó a cuatro de cinco mundiales de baloncesto. De 1963 a 1973, terminó entre los cuatro primeros del Campeonato Sudamericano de Baloncesto en seis eventos consecutivos. Sin embargo, después de 1973, el equipo atravesó un fuerte declive. El equipo obtuvo su última victoria en el Campeonato Sudamericano de Baloncesto el 22 de julio de 2001, cuando Perú venció a Ecuador 72–58.

## Plantilla
- Lista de jugadores convocados que disputaron el Campeonato Sudamericano de Baloncesto de 2016.[3]

| Perú                         | Perú                 | Perú | Perú   | Perú | Perú         |
| Num                          | Jugador              | Pos  | Altura | Edad | Equipo       |
| ---------------------------- | -------------------- | ---- | ------ | ---- | ------------ |
| 4                            | José López Alva      | B    | 1,84 m | 26   | Regatas Lima |
| 5                            | Julio Regalado       | P    | 2,04 m | 22   | Real Club    |
| 6                            | Luis Barrios         | B    | 1,83 m | 25   | Faraday Club |
| 7                            | Manuel Chávez        | P    | 2,02 m | 29   | Inmaculada   |
| 8                            | Alejandro Bellatín   | A    | 1,88 m | 26   | Regatas Lima |
| 9                            | Manuel Morales       | A    | 1,95 m | 28   | Regatas Lima |
| 10                           | Martín La Rosa Perón | A    | 1,91 m | 28   | Inmaculada   |
| 11                           | Kyle Fuller          | B    | 1,83 m | 24   | Regatas Lima |
| 13                           | Carlos Céspedes      | AP   | 1,96 m | 27   | Regatas Lima |
| 14                           | Rodrigo Masías       | P    | 2,06 m | 35   | Regatas Lima |
| 15                           | Angelo Parodi        | A    | 1,85 m | 27   | Real Club    |
| 17                           | Gianfranco Sambuceti | A    | 1,82 m | 28   | Regatas Lima |
| Entrenador: Carlos Zanelatto |                      |      |        |      |              |

## Partidos

### Próximos encuentros
| Fecha                   | Ciudad      | Competición                  | Local     |                      | Resultado |                      | Visitante |
| ----------------------- | ----------- | ---------------------------- | --------- | -------------------- | --------- | -------------------- | --------- |
| 24 de julio de 2014     | La Asunción | Campeonato Sudamericano 2014 | Perú      | Bandera de Perú      | 49:86     | Bandera de Venezuela | Venezuela |
| 25 de julio de 2014     | La Asunción | Campeonato Sudamericano 2014 | Perú      | Bandera de Perú      | 45:103    | Bandera de Uruguay   | Uruguay   |
| 26 de julio de 2014     | La Asunción | Campeonato Sudamericano 2014 | Chile     | Bandera de Chile     | 85:70     | Bandera de Perú      | Perú      |
| 27 de julio de 2014     | La Asunción | Campeonato Sudamericano 2014 | Paraguay  | Bandera de Paraguay  | 80:56     | Bandera de Perú      | Perú      |
| 28 de julio de 2014     | La Asunción | Campeonato Sudamericano 2014 | Perú      | Bandera de Perú      | 63:90     | Bandera de Ecuador   | Ecuador   |
| 26 de junio de 2016     | Caracas     | Campeonato Sudamericano 2016 | Perú      | Bandera de Perú      | 59:78     | Bandera de Chile     | Chile     |
| 27 de junio de 2016     | Caracas     | Campeonato Sudamericano 2016 | Colombia  | Bandera de Colombia  | 81:46     | Bandera de Perú      | Perú      |
| 28 de junio de 2016     | Caracas     | Campeonato Sudamericano 2016 | Perú      | Bandera de Perú      | 43:105    | Bandera de Argentina | Argentina |
| 29 de junio de 2016     | Caracas     | Campeonato Sudamericano 2016 | Uruguay   | Bandera de Uruguay   | 95:50     | Bandera de Perú      | Perú      |
| 13 de noviembre de 2017 | Santa Marta | Juegos Bolivarianos 2017     | Perú      | Bandera de Perú      | 53:63     | Bandera de Colombia  | Colombia  |
| 14 de noviembre de 2017 | Santa Marta | Juegos Bolivarianos 2017     | Venezuela | Bandera de Venezuela | 83:59     | Bandera de Perú      | Perú      |
| 15 de noviembre de 2017 | Santa Marta | Juegos Bolivarianos 2017     | Perú      | Bandera de Perú      | 81:62     | Bandera de Bolivia   | Bolivia   |
| 16 de noviembre de 2017 | Santa Marta | Juegos Bolivarianos 2017     | Ecuador   | Bandera de Ecuador   | 49:68     | Bandera de Perú      | Perú      |
| 17 de noviembre de 2017 | Santa Marta | Juegos Bolivarianos 2017     | Perú      | Bandera de Perú      | 89:50     | Bandera de Ecuador   | Ecuador   |
| 3 de junio de 2018      | Cochabamba  | Juegos Suramericanos 2018    | Bolivia   | Bandera de Bolivia   | 72:49     | Bandera de Perú      | Perú      |
| 4 de junio de 2018      | Cochabamba  | Juegos Suramericanos 2018    | Argentina | Bandera de Argentina | 84:64     | Bandera de Perú      | Perú      |
| 5 de junio de 2018      | Cochabamba  | Juegos Suramericanos 2018    | Perú      | Bandera de Perú      | 60:77     | Bandera de Paraguay  | Paraguay  |
| 6 de junio de 2018      | Cochabamba  | Juegos Suramericanos 2018    | Chile     | Bandera de Chile     | 70:51     | Bandera de Perú      | Perú      |
| 7 de junio de 2018      | Cochabamba  | Juegos Suramericanos 2018    | Perú      | Bandera de Perú      | 53:97     | Bandera de Colombia  | Colombia  |

## Plantillas anteriores
- Juegos Olímpicos 1936: finalizó 8° de 21 equipos.

Miguel Godoy, Luis Jacob, Roberto Rospigliosi, Jorge Cárdenas, Fernando Ruiz, José Carlos Godoy, Armando Rossi, Rolando Bacigalupo, Manuel Fiestas, Willy Dasso, Antuco Flecha. Entrenador: Pedro Vera
- Juegos Olímpicos 1948: finalizó 10° de 23 equipos.

Eduardo Fiestas, Carlos Alegre, Rodolfo Salas, David Descalzo, Luis Sánchez, Soracco Ríos, José Vizcarra, Alberto Fernández, Ahrens Valdivia, Virgilio Drago, Ferreyros Pérez.
- Campeonato Mundial 1950: finalizó 7° de 10 equipos.

Eduardo Fiestas, Carlos Alegre, David Descalzo, Alberto Fernández, Luis Gardella, Rodolfo Salas, Luis Vergara, Francisco de Zela, Virgilio Drago, Guillermo Airaldi, Mario Castro, Ernesto Ortiz. Entrenador: Carlos Rojas y Rojas
- Campeonato Mundial 1954: finalizó 12° de 12 equipos.

Eduardo Fiestas, Hernán Sánchez, José Vizcarra, Virgilio Drago, Jorge Ferreyros, Isaac Loveday, Amalfi Lucioni, José Chocano, Rodolfo Salas, Álvaro Castro, Guillermo Toro, Aurelio Moreyra, Víctor Obando. Entrenador: Luis Alberto Sánchez
- Campeonato Mundial 1963: finalizó 12° de 13 equipos.

Ricardo Duarte, Luis Gusmán, Jorge Vargas, Óscar Benalcazar, Fernando Claudet, Antonio Sangio, Ernesto Potestá, Enrique Duarte, Óscar Sevilla, Francisco Saldarriaga, Tomás Sangio, Raúl Duarte. Entrenador: Guillermo Ross & James McGregor
- Juegos Olímpicos 1964: finalizó 15° de 16 equipos.

Ricardo Duarte, Jorge Vargas, Óscar Benalcazar, Simón Paredes, Enrique Duarte, José Gusmán, Tomás Sangio, Carlos Vásquez, Raúl Duarte, Óscar Sevilla, Manuel Valerio, Luis Duarte. Entrenador: Fernando Córdova
- Campeonato Mundial 1967: finalizó 10° de 13 equipos.

Ricardo Duarte, Jorge Vargas, Óscar Sevilla, Manuel Vigo, Tomás Sangio, César Vittorelli, José Verano, Manuel Valerio, Raúl Duarte, Walter Fleming, Simón Paredes, Carlos Vásquez. Entrenador: Carlos Alegre Benavides

## Historial

### Copa Mundial
Resultado General: 30.º puesto
| Copa Mundial de Baloncesto |
| --- |
| - 1950: 7° Lugar - 1954: 12° Lugar - 1959: No calificó - 1963: 12° Lugar - 1967: 10° Lugar - 1970: No calificó - 1974: No calificó - 1978: No calificó - 1982: No calificó - 1986: No calificó - 1990: No calificó - 1994: No calificó - 1998: No calificó - 2002: No calificó - 2006: No calificó - 2010: No calificó - 2014: No calificó - 2019: No calificó - 2023: No calificó - 2027: TBD |

### Juegos Olímpicos
| Baloncesto en los Juegos Olímpicos |
| --- |
| - Berlín 1936: 8° Lugar - Londres 1948: 10° Lugar - Helsinki 1952: No calificó - Melbourne 1956: No calificó - Roma 1960: No calificó - Tokio 1964: 15° Lugar - México 1968: No calificó - Múnich 1972: No calificó - Montreal 1976: No calificó - Moscú 1980: No calificó - Los Ángeles 1984: No calificó - Seúl 1988: No calificó - Barcelona 1992: No calificó - Atlanta 1996: No calificó - Sídney 2000: No calificó - Atenas 2004: No calificó - Pekín 2008: No calificó - Londres 2012: No calificó - Río 2016: No calificó - Tokio 2020: No calificó - París 2024: No calificó |

### Campeonato FIBA Américas
| - 1980: No calificó - 1984: No calificó - 1988: No calificó - 1989: No calificó - 1992: No calificó - 1993: No calificó - 1995: No calificó - 1997: No calificó - 1999: No calificó - 2001: No calificó - 2003: No calificó - 2005: No calificó - 2007: No calificó - 2009: No calificó - 2011: No calificó - 2013: No calificó - 2015: No calificó - 2017: No calificó - 2022: No calificó - 2025: ? |

### Campeonato Sudamericano de Baloncesto
| Campeonato Sudamericano de Baloncesto |
| --- |
| - 1930: No calificó - 1932: No calificó - 1934: No calificó - 1935: No calificó - 1937: 4° Lugar - 1938: - 1939: 4° Lugar - 1940: 5° Lugar - 1941: - 1942: No calificó - 1943: - 1945: No calificó - 1947: 6° Lugar - 1949: 4° Lugar - 1953: 5° Lugar - 1955: No calificó - 1958: 7° Lugar - 1960: No calificó - 1961: 5° Lugar - 1963: - 1966: - 1968: - 1969: 4° Lugar - 1971: 4° Lugar - 1973: - 1976: 7° Lugar - 1977: 5° Lugar - 1979: 7° Lugar - 1981: 5° Lugar - 1983: No calificó - 1985: 8° Lugar - 1987: 5° Lugar - 1989: 8° Lugar - 1991: 8° Lugar - 1993: No calificó - 1995: No calificó - 1997: 9° Lugar - 1999: 8° Lugar - 2001: 8° Lugar - 2003: No calificó - 2004: No calificó - 2006: No calificó - 2008: No calificó - 2010: No calificó - 2012: No calificó - 2014: 8° Lugar - 2016: 10° Lugar |

## Palmarés
- Campeonato Sudamericano de Baloncesto:
  -   Campeón (1): 1938
  -  Subcampeón (2): 1941, 1963
  -  Tercer lugar (4): 1943, 1966, 1968, 1973

- Juegos Bolivarianos:
  -   Campeón (2): 1951, 1965
  -  Subcampeón (1): 2013
  -  Tercer lugar (1): 2017